# 藤原高藤
藤原 高藤（ふじわら の たかふじ）は、平安時代前期の公卿。藤原北家、左大臣・藤原冬嗣の孫。内舎人・藤原良門の次男。官位は正三位・内大臣、贈正一位・太政大臣。小一条内大臣、勧修寺内大臣と号した。

## 経歴
右近衛将監・六位蔵人・美濃権大掾を経て、貞観10年（868年）従五位下に叙せられる。清和朝から光孝朝にかけて、右兵衛権佐・左近衛少将・兵部大輔といった武官や尾張守など諸国の地方官を歴任したが、父・良門が微官のまま早逝したこともあり昇進は遅く、長らく位階は従五位に留まった。
仁和3年（887年）娘・胤子の夫である光孝天皇の第七皇子・源定省が皇族に復帰し即位（宇多天皇）したことに伴い正五位下に叙せられると、寛平2年（890年）正五位上次いで従四位下と急速に昇進し、寛平5年（893年）の宇多天皇と胤子との間の皇子・敦仁親王の立太子を受け、寛平6年（894年）に三階級の昇叙により従三位に叙せられ公卿に列した。翌寛平7年（895年）参議。
寛平9年（897年）敦仁親王の即位（醍醐天皇）に前後して正三位・中納言に叙任され、昌泰2年（899年）大納言に至るが、参議昇進後は播磨権守・近江守と地方官を兼帯するのみで、政治面で目立った活躍は見られなかった。
昌泰3年（900年）に危篤となる。時の天皇の外祖父であることから、大臣への昇進が検討されたが、当時大臣の官職には左大臣・藤原時平と右大臣・菅原道真がおり、いずれも太政大臣昇進の資格を満たしてはいなかったために、大臣の席を空席にすることは困難であった。そこで藤原魚名以来100年以上途絶えていた内大臣を復置して高藤をこれに任じた。しかし昇進後わずか2か月後の3月12日に薨去。享年63。最終官位は内大臣正三位。没後まもなく、天皇の外祖父として正一位・太政大臣の官位が贈られた。

## 逸話
高藤と妻の宮道列子が出会った経緯は『今昔物語』「高藤の内大臣の語」などに記されているが、中下級貴族の宮道弥益の娘であった列子が上位身分の高藤と結ばれたことは当時の中流女性の成功譚としてみなされていたことが窺われる。2人の子孫にあたる紫式部が著した『源氏物語』に登場する、光源氏と明石の御方らの恋の話も、列子と高藤の話がモデルであるとされる。

## 官歴
注記のないものは『日本三代実録』による。
- 貞観4年（862年） 正月13日：右近衛将監[3]
- 貞観7年（865年） 10月19日：蔵人、聴禁色衣服[3]
- 貞観8年（866年） 正月23日：兼美濃権大掾[3]
- 時期不詳：正六位上
- 貞観10年（868年） 正月7日：従五位下
- 貞観11年（869年） 2月16日：播磨権介
- 貞観13年（871年） 3月11日：備中権介[3]
- 貞観18年（876年） 正月7日：従五位上[3]。正月14日：右兵衛権佐[3]
- 元慶3年（879年） 2月15日：兼尾張権守[3]
- 元慶7年（883年） 正月11日：左近衛少将[3]
- 元慶8年（884年） 3月9日：兼讃岐介
- 仁和2年（886年） 2月27日：兵部大輔[3]
- 仁和3年（887年） 2月2日：兼近江権介[3]。10月17日：正五位下[3]
- 仁和4年（888年） 3月19日：聴禁色雑袍[3]
- 仁和5年（889年） 6月28日：兼伊予権介、少将如元[3]
- 寛平2年（890年） 正月7日：正五位上[3]。2月27日：兵部大輔、従四位下[3]
- 寛平3年（891年） 3月9日：兼伊勢権守[3]
- 寛平4年（892年） 正月23日：播磨権守、止大輔[3]
- 寛平6年（894年） 正月3日：従三位（越三階）[3]
- 寛平7年（895年） 10月26日：参議、播磨権守如元[3]
- 寛平8年（896年） 正月26日：兼近江守[3]
- 寛平9年（897年） 6月19日：中納言[3]。7月13日：正三位[3]
- 昌泰2年（899年） 2月14日：大納言[3]
- 昌泰3年（900年） 正月28日：内大臣[3]。3月12日：薨御（内大臣正三位）[3]。3月14日：贈正一位太政大臣[3]

## 系譜
- 父：藤原良門
- 母：高田春子（高田沙弥麻呂の娘）
- 妻：宮道列子（宮道弥益の娘）
  - 男子：藤原定国（867-906）
  - 男子：藤原定方（873-932）
  - 女子：藤原胤子（?-896） - 宇多天皇女御、贈皇太后
  - 女子：藤原満子（872-937） - 尚侍
- 妻：大江元平の娘
  - 男子：藤原定文（?-907）
- 生母不詳の子女
  - 男子：藤原定数